# Мухаммад ибн Салих аль-Усеймин
Муха́ммад ибн Са́лих аль-Усейми́н (араб. محمد بن صالح العثيمين‎), известный как Ибн Усейми́н (араб. ابن عثيمين‎; 9 марта 1929, Унайза, Эль-Касим — 11 января 2001, Джидда, Саудовская Аравия) — саудовский исламский религиозный деятель, учёный-богослов, преподаватель университета, правовед и толкователь Корана.

## Биография

### Ранние годы и учёба
Родился 9 марта 1929 года в городе Унайза, провинция Эль-Касим. В раннем возрасте отец отдал его на учёбу к дедушке со стороны матери — Абдуррахману ибн Сулейману ад-Дамигу. Затем обучался сначала в медресе Али ибн Абдуллаха аш-Шухайтана, где полностью выучил Священный Коран, затем в медресе Абдул-Азиза ибн Салиха ад-Дамига.
В то время в Большой соборной мечети Унайзы занимался преподаванием известный толкователь Корана Абдуррахман ибн Насир ас-Саади и, по пожеланию отца, посещал уроки Мухаммада ибн Абдул-Азиза аль-Мутавви, который был одним из учеников ас-Саади и преподавал для начинающих студентов. Затем начал обучаться шариатским дисциплинам уже у самого Ас-Саади, который стал его главным учителем и наставником.
Когда кадием Унайзы стал Абдуррахман ибн Али ибн Аудан, изучал у него принципы наследственного права. Также обучался грамматике арабского языка и риторике у Абдурраззака Афифи. После открытия Научного института в Эр-Рияде, поступил туда и стал учеником таких видных улемов, как Мухаммад аль-Амин аш-Шинкити, Абдул-Азиз ибн Насир ибн Рашид и Абдуррахман аль-Ифрики.
В это же время познакомился с Абдул-Азизом ибн Базом (будущий Верховный муфтий Саудовской Аравии) и изучал вместе с ним Сахих аль-Бухари и различные трактаты Ибн Таймии. Ибн Баз считается его вторым наставником.
Примерно в 1954 году возвратился в Унайзу, где занялся преподаванием сначала в мечети, а затем в местном отделении факультета шариата университета Мухаммада ибн Сауда.

## Смерть
Скончался после вечерного намаза (магриб), в среду 11 января 2001 года в городе Джидда. Погребальная молитва была прочтена над ним в четверг в мечети аль-Харам в Мекке после предвечернего намаза (аср). Похоронен в кладбище аль-Адль в Мекке, а в пятницу погребальную молитву по нему совершили во всех городах Саудовской Аравии.

## Семья
У него было 5 сыновей и 3 дочерей от единственной жены, сыновья: Абдуллах, Абдуррахман, Ибрахим, Абдул-Азиз и Абдуррахим.

## Память
- В городе Унайза его именем названа мечеть.
- В Унайзе действует благотворительный фонд его имени[3].